# Shōbara
Shōbara (jap. 庄原市 Shōbara-shi) ist eine kreisfreie Stadt (-shi) in der Präfektur (-ken) Hiroshima in Japan.

## Geschichte
Die Stadt Shōbara wurde am 31. März 1954 gegründet.

## Geographie
Shōbara liegt nordöstlich von Hiroshima und nördlich von Fukuyama.

## Sehenswürdigkeiten

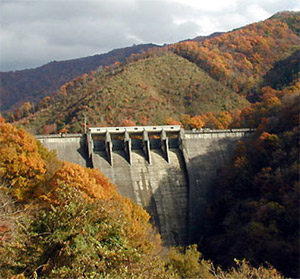
Kōbo-Damm

Im Stadtgebiet liegt der Kōbo-Damm (高暮ダム, Kōbo-damu).

## Verkehr
Shōbara liegt an der Chūgoku-Autobahn und an den Nationalstraßen 182, 183, 314 und 432. Der Bahnhof der Stadt liegt an der JR Geibi-Linie nach Niimi und Miyoshi und an der JR Kisuki-Linie nach Matsue.

## Städtepartnerschaften
- Guangyuan, seit 1990

## Söhne und Töchter der Stadt
- Kurata Hyakuzō (1891–1943), Schriftsteller und Literaturkritiker
- Ikuo Kamei (1933–2019), Politiker

## Angrenzende Städte und Gemeinden
Shōbara grenzt an Fuchu, Miyoshi, Niimi, Takahashi und Unnan.